# Pseudoradema setosum
Pseudoradema setosum är en nattsländeart som först beskrevs av Martynov 1924.  Pseudoradema setosum ingår i släktet Pseudoradema och familjen Apataniidae. Inga underarter finns listade i Catalogue of Life.